# سد إيراقن
سد إيراقن هو سد على أعالي واد جنجن بإقليم ولاية جيجل بالجزائر،و هو مخصص لتوليد الطاقة الكهربائية.